# Комплекс Фенны — Мэттьюса — Олсона

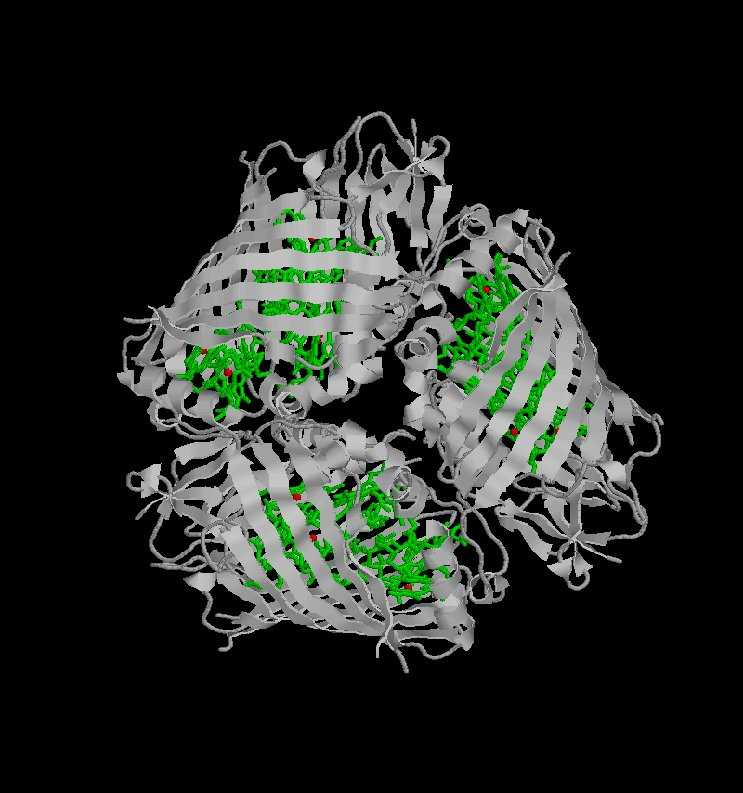
Тример комплекса Фенны — Мэттьюса — Олсона. Молекулы бактериохлорофилла a показаны зелёным, атомы магния — красным, а белок — серым. Структура из статьи Тронруда с соавторами (1986).

Комплекс Фенны — Мэттьюса — Олсона (ФМО) — интегральная антенна светособирающего комплекса зелёных серных бактерий, которая опосредует передачу энергии возбуждения от хлоросом к встроенным в мембрану бактериальным реакционным центрам (РЦ).

## История изучения
Пигмент-белковый комплекс был впервые выделен и описан в 1962 году биохимиком-пионером исследования фотосинтеза Джоном Мэлвином Олсоном (1929—2017) и его ассистеном Кэролом Романо. Источником материала стала культура бактерий, предоставленная советским микробиологом Еленой Николаевной Кондратьевой (1925—1995).
ФМО стал первым пигмент-белковым комплексом, трёхмерная структура которого была описана методом рентгеновской спектроскопии. Название комплекс получил по именам первооткрывателя Джона Олсона и кристаллографов Роджера Фенны (род. 1947) и Брайана Мэттьюса (род. 1938).

## Структура
Представляет собой тример водорастворимых пигмент-белковых комплексов. Каждый из трех мономеров содержит по 7 молекул бактериохлорофилла а. Они связаны через белковый скэффолд, который образует координационную связь с центральным атомом магния либо через аминокислотный остаток (главным образом гистидин), либо через водные мостики (только один бактериохлорофилл на каждом мономере).
Поскольку структура комплекса известна, возможным оказалось рассчитать на основе этой информации оптические спектры для сравнения их с экспериментальными данными. В простейшем случае в расчёт принимается только экситонное сопряжение бактериохлорофиллов. Более реалистичные модели учитывают и пигмент-белковое сопряжение. Важным свойством является локальный переход энергии (позиционная энергия) бактериохлорофиллов, индивидуальный для каждой молекулы пигмента в силу её белкового окружения. Именно позиционная энергия бактериохлорофиллов определяет направление энергетического потока.
Удалось получить некоторую информацию о структуре суперкомплекса ФМО-РЦ, которая была получена с помощью электронной микроскопии и спектров линейного дихроизма, измеренных на тримерах ФМО и комплексе ФМО-РЦ. Из этих измерений стало понятно, что возможны две ориентации ФМО относительно реакционного центра (РЦ). Ориентация в которой бактериохлорофиллы 3 и 4 расположены близко к РЦ, а бактериохлорофиллы 1 и 6 (следуя оригинальной нумерации Фенны и Мэттьюса) смотрят в сторону хлоросом способствует эффективной передачи энергии.

## Тестовый объект
ФМО-комплекс представляет простейший из известных в природе светособирающих комплексов и, следовательно, является подходящим тест-объектом для разработки методов, которые потом могут быть перенесены на более сложные системы, такие как фотосистема I. ФМО проявляет на удивление долгую квантовую когерентность, которая играет важную роль в процессах передачи энергии.

## Сбор света
Сбор света в процессе фотосинтеза использует как классические, так и квантово-механические процессы и обладает КПД почти 100 %. В классических процессах, чтобы получить энергию света фотон должен достичь реакционных центров до того, как произойдёт рассеивание энергии, то есть менее чем за одну наносекунду. Однако при фотосинтезе такого не происходит. Поскольку энергия может существовать во множестве состояний суперпозиции, она может путешествовать всеми маршрутами внутри материала одновременно. Когда фотон находит правильное назначение, суперпозиция схлопывается, делая энергию доступной. Однако это не чисто квантовый процесс, поскольку некоторые квантовые процессы замедляют движения квантованных объектов внутри материала. Например, локализация Андерсона предотвращает распространение квантовых состояний в неупорядоченных средах. Поскольку квантовое состояние ведет себя как волна, оно уязвимо для вмешательства и внешних воздействий. Ещё одной проблемой является квантовый эффект Зенона, суть которого заключаться в том, что нестабильное квантовое состояние никогда не меняется, если он непрерывно измерять/наблюдать, поскольку постоянно изменяет его, предохраняя от схлопывания.
Взаимодействие между квантовыми состояниями и окружающей средой служит своего рода измерением или наблюдением. Классическое взаимодействие с окружающей средой изменяет волнообразный характер квантового состояния настолько, что это мешает локализации Андерсона, в результате чего квантовый эффект Зенона увеличивает время жизни квантового состояния, что позволяет ему достичь реакционного центра.

### Вычислительная техника
Проблема поиска реакционного центра в белковой матрице формально эквивалентна многим проблемам вычислительной техники. Отображение вычислительных задач на поиск энергией возбуждения реакционного центра может сделать сбор света новым типом вычислительного устройства, повышение расчетной скорости при комнатной температуре, получая 100—1000 кратной эффективность.